# Stephanie Welsh
Stephanie Welsh (Quantico, 27 de juny de 1973) és una exfotògrafa estatunidenca convertida en llevadora i professora universitària.
El 1966, quan tenia 22 anys, es va convertir en la persona més jove a guanyar un Premi Pulitzer per les seves fotografies sobre la mutilació genital femenina a Kenya. Conscient de la inacció de les imatges, deixà la fotografia i estudià obstetrícia i ginecologia per esdevenir llevadora i divulgadora acadèmica per tal d'ajudar les dones contra la pràctica de la circumcisió.

## Orígens i educació
Welsh va néixer el 27 de juny de 1973 a Quantico, Virgínia, es va llicenciar en Ciències de la comunicació per la Universitat de Syracuse el desembre de 1995 i es va graduar en un màster en Infermeria per la Universitat Yale el 2002.

## Trajectòria
Welsh va començar la seva carrera com a becària en un diari a Syracuse, Nova York, abans de traslladar-se el 1994 a Nairobi per treballar pel Daily Nation. El 1996 va tornar als Estats Units per convertir-se en fotògrafa del The Palm Beach Post i va romandre-hi fins al 1999. Després de retirar-se de la fotografia, va treballar de llevadora en un centre d'obstetrícia i ginecologia a Mansfield, Connecticut. Durant la seva trajectòria com a infermeria, va ensenyar en diversos centres educatius, com ara la Universitat de Connecticut i la Universitat de Georgetown. A més de la docència, va ser secretària de la branca de Connecticut de l'Institut Americà d'Infermeres Llevadores entre 2014 i 2015, abans de ser ascendida a vicepresidenta.

## Premis i honors
Welsh va guanyar el Premi Pulitzer de Fotografia Reportatge de 1996 per les seves fotografies d'una mutilació genital femenina a Kenya. Amb 22 anys, en el moment del premi, va ser la persona més jove a guanyar un Pulitzer. Les seves fotos sobre la circumcisió a Kenya van guanyar el segon lloc del concurs World Press Photo de 1996 en la categoria Persones a les notícies. Les seves fotografies es van afegir a les recopilacions que es conserven al Newseum i a Galeria d'art Richard F. Brush de la Universitat de St. Lawrence.